# Космическая программа Израиля

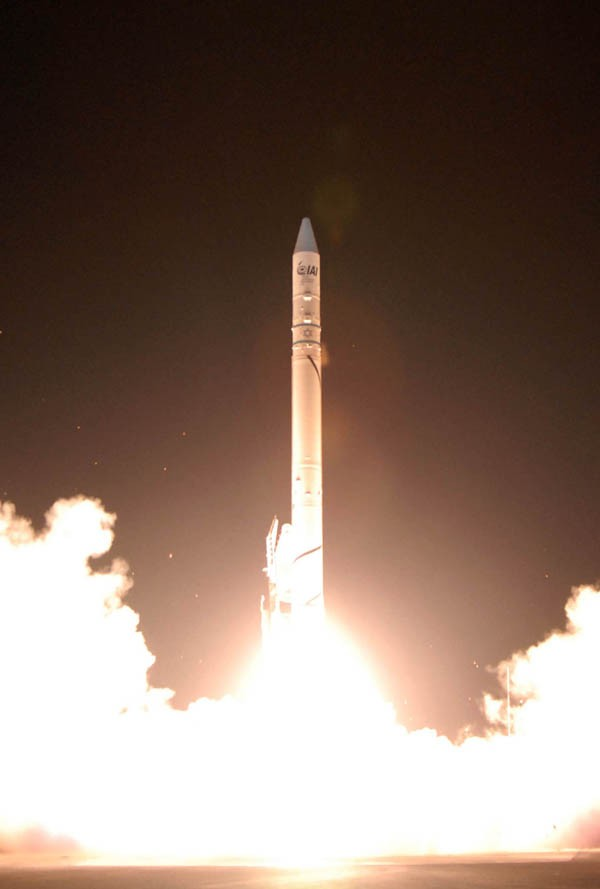
Запуск спутника «Офек-7» ракетой-носителем «Шавит»

Космическая программа Израиля — программа по освоению космического пространства Израилем. Космическая программа осуществляется государственным Израильским космическим агентством, а также сотрудничающими с ним частными компаниями. Запуск спутника "Офек-1" на ракете "Шавит" 19 сентября 1988 года сделал страну 8-й космической державой, способной запускать спутники (ИСЗ). На сегодня Израиль — самая маленькая страна, обладающая собственными космодромными мощностями, а также самым маленьким космическим агентством.

## История
В 1960 году правительство Израиля и Израильская академия естественных и гуманитарных наук сформировали на базе Тель-Авивского университета Национальный комитет космических исследований. Его целью не было создание полноценной космической программы, но с 60-х и до конца 70-х комитет разрабатывал инфраструктуру для будущего космического агентства. Из-за напряженных отношений между Израилем и арабскими странами, всегда пытался получить разведывательные данные из различных источников. В конце 60-х годов Армия Обороны Израиля получала спутниковые снимки из США, однако их разрешение оставляло желать лучшего, данные поступали с заметной задержкой, а после Войны Судного дня стало известно, что США во время войны скрывали важную информацию о действиях арабских армий, полученную с помощью разведывательных спутников.
К 1979 разведывательные полеты над территориями Египта и Сирии стали ещё сложнее, и глава Управления военной разведки Израиля генерал-майор Иехошуа Саги заявил министерству обороны, что спутниковая фотосъемка является единственным вариантом, позволяющим обойти политические препятствия и сделать снимки объектов, представляющих интерес, не создавая дипломатических проблем. Несмотря на значительное сопротивление, Israel Aerospace Industries, Rafael Advanced Defense Systems и Electro-Optics Industries начали работу над проектами по производству ракет-носителей, спутника, телескопов и камер. К 1980 году проекты были готовы, однако финансовые трудности, возникшие из-за Исламской революции в Иране (израильские предприятия активно сотрудничали с иранской армией), отложили проект до 1982 года. В 1982 была представлена программа создания спутника "Офек", включавшая в себя сроки, необходимый бюджет и планы на постройку космодрома.
В конце 1982 года на закрытом заседании было принято решение о создании Израильского космического агентства. Решение было принято премьер-министром Менахемом Бегином, министром обороны Ариэлем Шароном и генеральным директором министерства обороны Аароном Бейт-Халлахми. Первоначальной целью было продолжение программы разработки спутников "Офек" и ракет-носителей "Шавит". В январе 1983 года правительство Израиля уполномочило министра науки и технологий профессора Ювал Неэмана создать Израильское космическое агентство.
Первый израильский спутник, «Офек-1», был запущен 19 сентября 1988 года с космодрома Пальмахим на низкую эллиптическую орбиту (250×1150 км) с наклонением 143°. Это был испытательный полет, проверялась работоспособность солнечных батарей и радиосвязь с аппаратом. С запуском спутника «Офек-1» Израиль стал восьмой страной в мире, запустившей собственный спутник ракетой собственной разработки.

## Космодромы
Для запусков с 80-х используется космодром Пальмахим (англ. Palmachim Air Force Base, ивр. בסיס פלמחים), созданный на одноимённой авиабазе в 1988. Выводимые на орбиту искусственного спутника Земли объекты имеют наклонение орбиты к плоскости экватора в пределах от 142° до 144°. Запуски космических ракет-носителей проводятся на запад, против вращения Земли. Траектория полета ракет-носителей пролегает над Средиземным морем, Гибралтарским проливом и далее над Атлантикой. Делается это для исключения пролёта ракеты над территориями сопредельных враждебных арабских государств и падения на их территорию отработавших ступеней ракеты, а также — в случае аварии — и спутника.

## Космические запуски
| Дата             | РН        | Спутник   | Тип                                       | Статус  |
| ---------------- | --------- | --------- | ----------------------------------------- | ------- |
| 19 сентября 1988 | «Шавит»   | «Офек-1»  | Экспериментальная полезная нагрузка       | Успех   |
| 23 апреля 1990   | «Шавит»   | «Офек-2»  | Экспериментальная полезная нагрузка       | Успех   |
| 5 апреля 1995    | «Шавит-1» | «Офек-3»  | Спутник ДЗЗ                               | Успех   |
| 22 января 1998   | «Шавит-1» | «Офек-4»  |                                           | Неудача |
| 28 мая 2002      | «Шавит-1» | «Офек-5»  | Спутник ДЗЗ                               | Успех   |
| 6 сентября 2004  | «Шавит-1» | «Офек-6»  |                                           | Неудача |
| 11 июня 2007     | «Шавит-2» | «Офек-7»  | Спутник ДЗЗ                               | Успех   |
| 22 июня 2010     | «Шавит-2» | «Офек-9»  | Спутник ДЗЗ                               | Успех   |
| 9 апреля 2014    | «Шавит-2» | «Офек-10» | Радиолокационный разведывательный спутник | Успех   |
| 13 сентября 2016 | «Шавит-2» | «Офек-11» | Спутник ДЗЗ                               | Успех   |
| 6 июля 2020      | «Шавит-2» | «Офек-16» | Спутник оптико-электронной разведки       | Успех   |
| 28 марта 2023    | «Шавит-2» | «Офек-13» | Радиолокационный разведывательный спутник | Успех   |

## Ракеты-носители
Израиль располагает семейством ракет-носителей "Шавит", разработанных на базе баллистических ракет "Иерихон-2". Их разработка началась в 1982 году, первые две ступени разработаны Israel Aerospace Industries, третья — концерном Rafael.